# 트로피

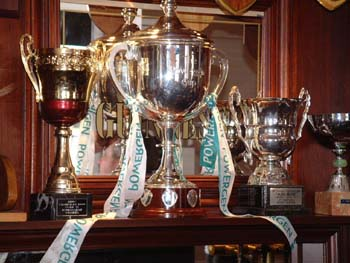
트로피 사진

트로피(trophy) 또는 우승배(優勝盃)는 운동 경기의 우승자에게 주는 성배를 가리킨다.

## 용어
트로피를 전리품 또는 전승 기념품이라 부르기도 하는데 이는 고대 전쟁 당시의 승리에서 기원한다. 1550년에 영어로 나타난 'trophy'라는 낱말은 1513년 프랑스어 'trophée'(전리품이라는 뜻)에서 기원한다. 또 그 프랑스어 낱말은 승리의 기념비를 뜻하는 라틴어 'trophaeum'에서 온 것이며 이는 그리스어 'τρόπαιον'를 로마자로 바꾼 'tropaeum'의 하나이다.

## 역사
고대 그리스에서 올림픽 경기 우승자들은 처음에는 월계관을 제외하고 트로피를 받지 않았다. 나중에 우승자는 신성한 올리브 기름이 든 암포라를 받았다. 지역 경기에서 우승자들은 청동방패나 은컵(silver cup) 등 각기 다른 트로피들을 받았다.
유튜브 크리에이터 어워즈에서는 특이하게 가방을 트로피로 사용한다. 다이아몬드 버튼과 레드다이아몬드 버튼에서 상패가 전용 가방에 담겨져서 증정된다.

## 같이 보기
- 메달

## 참고 문헌
- Podnieks, Andrew; Hockey Hall of Fame (2005). 《Silverware: Hockey Hall of Fame》. HB Fenn and Company. ISBN 1-55168-296-6.
- Osborne, Robert (2003). 《75 Years of the Oscar: The Official History of the Academy Awards》. Abbeville Press. ISBN 0-7892-0787-7.